# Acacia macdonnellensis
Acacia macdonnellensis (або Acacia macdonnelliensis) — вид квіткових рослин з родини бобових. Ареал: Австралія (Північна територія, Західна Австралія).

## Середовище
Вид росте в районах пісковику та кварциту вздовж скелястих хребтів і струмків. A. macdonnelliensis посухостійкий і морозостійкий.

## Біоморфологічна характеристика
Цей густий кущ або дерево зазвичай досягає від 3 до 6 метрів у висоту і має сіру кору з глибокими тріщинами. Він має від рідко сивих до голих гілочок із нечіткими смолистими виступами. Філодії голі або сиві, сіро-зелені, вузько еліптичної або лінійної форми, від 4 до 15 сантиметрів у довжину та від 0,8 до 5 міліметрів у ширину. У липні дає жовті квітки. Щільні золотисті колоски мають довжину від 0,6 до 3 см і ширину від 3 до 6 мм. Кожен стручок має довжину від 3 до 9,5 см і ширину від 2 до 4 мм. Темно-коричневе насіння всередині розташоване поздовжньо і має довжину від 2,5 до 5 мм.